# Setkání Páně

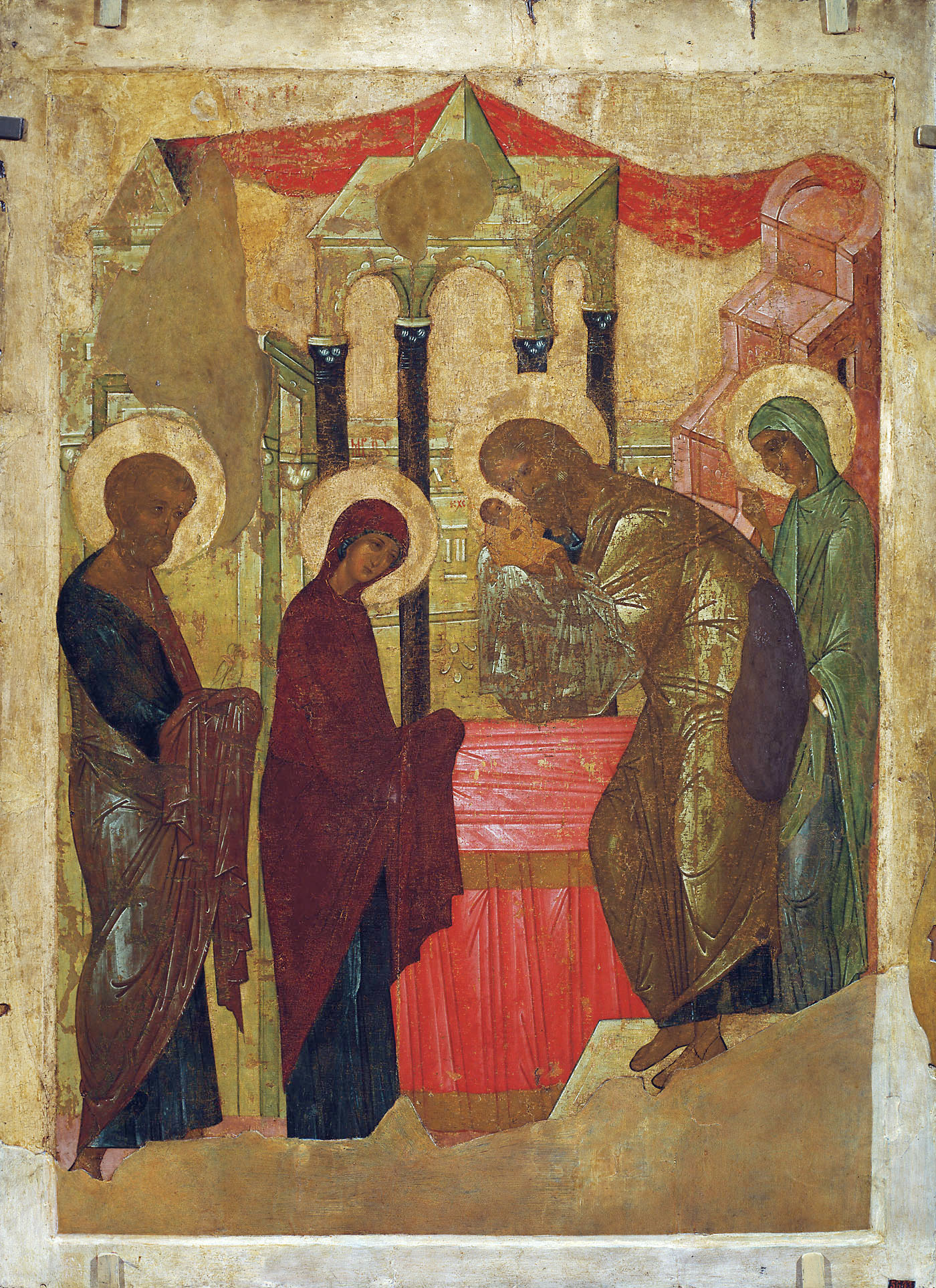
Setkání Páně, ruská ikona, začátek 15. století

Setkání Páně je jeden z velkých církevních svátků v byzantském ritu. Slaví se 2. února. Obsahuje prvky svátků Páně ale i svátků Bohorodice.
Obsahem svátku je setkání Ježíše se Simeonem a prorokyní Annou v jeruzalémském chrámu, které je zachycené v Evangeliu podle Lukáše (Lk 2, 22 – 38, 38 (Kral, ČEP)).
Tento svátek má jeden den "před svátkem" a sedm dní "po svátku" - zakončení svátku je 9. února. Délka "po svátku" se však může za jistých okolností zkrátit. V předvečer svátku se koná celonoční bdění. V následující den se koná božská liturgie, při které je zvykem postavit svíce.

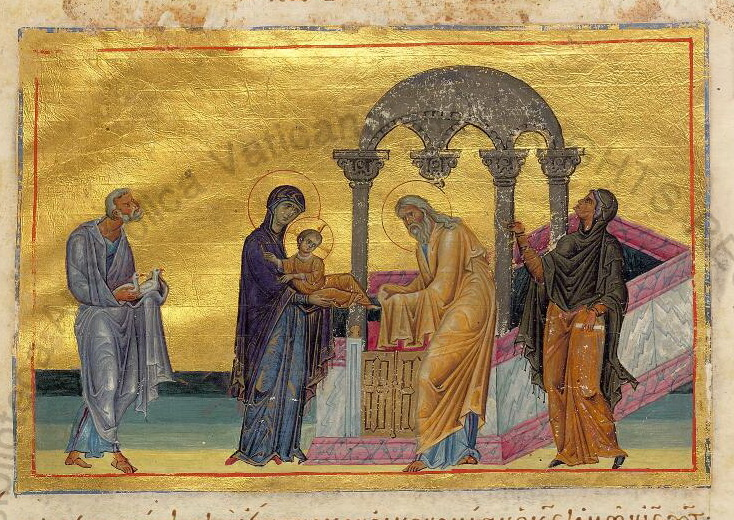
Setkání Páně, Menologion císaře Basila II., 11. stol.

Tropár svátku: Raduj se Milostiplná Bohorodice Panno, neb z tebe zasvitlo Slunce spravedlnosti, Kristus Bůh náš, jenž osvěcuje ty, kdož jsou ve tmě. Raduj se i ty, starče spravedlivý, neboť jsi přijal na své lokte Osvoboditele duší našich, darujícího nám vzkříšení.
V den následujícího svátku Setkání Páně je s ním související připomínka na spravedlivého Simeona a prorokyni Annu.
Ve stejný den jako Setkání Páně se připomíná také divotvorná ikona Obměkčení kamenných srdcí.